# Silvio Bettini-Schettini
Silvio Bettini-Schettini (* 27. Mai 1885 in Rovereto; † 20. Oktober 1967 in Bozen) war ein italienischer Irredentist, Antifaschist, Gewerkschaftler und Politiker. Er war Mitglied der Sozialistischen, Republikanischen und der Kommunistischen Partei Italiens, gehörte zu den Gründern der Fasci di combattimento in seiner Geburtsstadt Rovereto und war nach 1945 Landtagsabgeordneter im Südtiroler Landtag.

## Leben
Silvio Bettini stammte aus ärmlichen Verhältnissen. Laut seiner Polizeiakte besaß er eine „diskrete“ Ausbildung. Er galt aber als intelligent und überaus gebildet und verfügte über einen großen Freundeskreis. Bettini war als Lehrer an der k.k. Kaiserin Elisabeth Oberrealschule in seiner Heimatstadt tätig. Er war Mitglied der sozialistischen Partei und Gewerkschaftssekretär in Rovereto.
Nach dem Ausbruch des Ersten Weltkrieges löste er sich 1915 von der Sozialistischen Partei und unterstützte die irredentistischen Forderungen eines italienischen Kriegseintrittes gegen Österreich-Ungarn. In der Folge verließ Bettini zu einem unbekannten Zeitpunkt seine Heimat und ging in das Königreich Italien. Nach Calì soll er sich bereits seit 1910 in Rom aufgehalten haben. Nach der österreichisch-ungarischen Frühjahrsoffensive 1916 meldete er sich im Juli 1916 als Freiwilliger beim Königlich Italienischen Heer. Bettini kämpfte als österreichisch-ungarischer Staatsbürger unter dem Decknamen Vincenzo Schettini. Er war bei der Infanterie zunächst an der Front im Trentino eingesetzt. Im August 1917 wurde er während der Elften Isonzoschlacht auf der Hochebene von Bainsizza so schwer verwundet, dass ihm der linke Fuß amputiert werden musste und er fortan auf eine Prothese angewiesen war. Nach seiner Verwundung diente er bis zum Kriegsende als Tenente in der Propagandaabteilung des Heeres.
Der mit der Tapferkeitsmedaille in Silber ausgezeichnete Bettini-Schettini schloss sich 1919 den Freischaren Gabriele D’Annunzios bei der Besetzung der Adria-Stadt Fiume an. 1920 gehörte er nach seiner Rückkehr nach Rovereto zu den Gründungsmitgliedern der lokalen Sektion der Fasci di combattimento. Bettini-Schettini entsagte sich aber schnell von der im Entstehen begriffenen faschistischen Bewegung. 1921 kandidierte er als „Fiume“-Kandidat bei den Parlamentswahlen für den Wahlkreis Trient. Im Jahr darauf gehörte er in den Reihen der Linken, unter der Führung des Sozialisten Antonio Piscel, dem Gemeinderat von Rovereto an. Er wurde Mitglied der antifaschistischen Gruppierung ehemaliger Frontkämpfer Italia Libera. Bei den letzten freien Parlamentswahlen 1924 trat er erneut im Wahlkreis Trient an. Als Kandidat der Republikanischen Partei (PRI) verfehlte er nur knapp den Einzug in das Parlament.
Nach der Konsolidierung der faschistischen Diktatur 1925 ging Bettini-Schettini im Februar 1926 nach Frankreich ins Exil und schloss sich dem antifaschistischen Widerstand an. Zusammen mit Camillo Berneri und Alberto Jacometti gab er in Paris die Zeitschrift L’Iniziativa heraus. Ab 1932 gehörte er dem Parteivorstand der PRI an. Nachdem er im Jahr darauf eine Kooperation mit der Italienischen Kommunistischen Partei nicht durchsetzen konnte, verließ er die Republikanische Partei. Nach den Unruhen vom 6. Februar 1934 in Paris und dem Sturm des Parlaments durch Rechtsradikale, entschloss er sich aktiv am antifaschistischen Widerstand zu beteiligen. In der Folge trat er mehrfach als Redner auf und veröffentlichte einige Artikel. Als die Regierung Laval IV 1935 beschloss, die Arbeitsgenehmigungen für italienische Exilanten restriktiver auszulegen, setzte er sich aktiv bei den französischen Behörden für die Rechte seiner in Frankreich lebenden Landsleute ein.
1936 organisierte er nach dem Ausbruch des Spanischen Bürgerkrieges als Präsident des antifaschistischen italienisch-französischen Vereins ehemaliger Frontkämpfer eine Solidaritätskampagne für die Spanische Republik. Auch wenn er nicht selbst aktiv am Bürgerkrieg teilnahm, reiste er mehrmals nach Spanien, wie aus seiner Polizeiakte der faschistischen Staatspolizei in Italien zu entnehmen ist. Er hatte bereits 1935 gegen den faschistischen Überfall auf Abessinien agitiert.
Im Juni 1940 verlor er nach der Kriegserklärung Italiens an Frankreich und Großbritannien seinen Job bei der Elektrizitätsgesellschaft von Paris. Nach dem Einmarsch deutscher Truppen in Paris wurde er auf Anordnung der italienischen Behörden von den Deutschen festgenommen. Nach einem Gefängnisaufenthalt und einem Aufenthalt in einem Konzentrationslager wurde er 1942 an Italien ausgeliefert. Im Oktober 1942 wurde Bettini-Schettini zu einer fünfjährigen Verbannungsstrafe verurteilt, die er in Apice in Kampanien ableisten sollte. Nach einem Monat Aufenthalt in Apice fiel er dort wegen politischer Agitation auf. Zu einer Strafverschärfung kam es allerdings nicht, da seine Verbannungsstrafe kurz darauf im Zuge des Jahrestages des Marsches auf Rom auf Bewährung ausgesetzt wurde.
Nach seiner Rückkehr nach Rovereto wurde er am 28. Juni 1944 von der SS bei einer großangelegten Razzia gegen die Resistenza, in dem seit Herbst 1943 zur Operationszone Alpenvorland gehörenden Trentino, verhaftet. Mit ihm zusammen wurde auch sein jüngerer Bruder Angelo Bettino festgenommen, Rechtsanwalt und Mitglied des CLN. Während sein Bruder noch am gleichen Tag mit einem Genickschuss getötet wurde, wurde Silvio Bettini-Schettini ins Gefängnis nach Trient gebracht, aus dem er im November 1944 entlassen wurde.
Nach dem Kriegsende im Mai 1945 stand er im Auftrag des CLN bis zu den Gemeinderatswahlen im Frühjahr 1946 der Stadtverwaltung von Rovereto vor. Noch im gleichen Jahr zog er nach Bozen und trug dort maßgeblich zur Reorganisation der Kommunistischen Partei Italiens (PCI) und der Gewerkschaft CGIL in Südtirol bei. Bettini-Schettini war von 1948 bis 1957 Mitglied des Bozner Gemeinderats und wurde 1948 als erster und einziger kommunistischer Abgeordneter in den Regionalrat Trentino-Südtirol und damit gleichzeitig in den Südtiroler Landtag gewählt.